# Klenang Kidul
Klenang Kidul is een bestuurslaag in het regentschap Probolinggo van de provincie Oost-Java, Indonesië. Klenang Kidul telt 3525 inwoners (volkstelling 2010).